# Montmirey-le-Château
Montmirey-le-Château är en kommun i departementet Jura i regionen Bourgogne-Franche-Comté i östra Frankrike. Kommunen ligger i kantonen Montmirey-le-Château som tillhör arrondissementet Dole. År 2022 hade Montmirey-le-Château 197 invånare.

## Befolkningsutveckling
Antalet invånare i kommunen Montmirey-le-Château
Referens:INSEE